# 大坂城物語
『大坂城物語』（おおさかじょうものがたり）は、1961年（昭和36年）1月3日に公開されたオールスターキャスト時代劇の日本映画である。カラー、東宝スコープ。
東宝製作・配給、村上元三原作、稲垣浩監督、三船敏郎主演だが、実際には三船単独ではなく平田昭彦と市川團子を加えたトリプル主演というべき人物配置になっており、平田は本作で『酔いどれ天使』を見て以来ずっと憧れの久我美子と結婚に漕ぎ着けたエピソードの方が、作品より知られる。新東宝を退社した丹波哲郎は前年の谷口千吉監督と三船主演の『国定忠治』に次いで助演している。

## ストーリー
方広寺鐘銘事件が起こり、きな臭い雰囲気が漂い始めた大坂。そこに関ヶ原の戦いで家族を失った浪人・茂兵衛がいた。
それを見た豊臣秀吉が、大阪城を建てた
茂兵衛はふとしたことから、加藤清正の息女の小笛姫や、薄田隼人正、伊丹屋道幾らを中心とする、徳川と豊臣の戦いを避けようとする一派の動きに巻き込まれる。

## キャスト
- 茂兵衛：三船敏郎[5]
- 霧隠才蔵：市川團子[5]
- 薄田隼人正：平田昭彦[5]
- 豊臣秀頼：岩井半四郎[5]
- 淀君：山田五十鈴[5]
- 千姫：星由里子[5]
- 片桐且元：志村喬[5]
- 大野治長：河津清三郎[5]
- 大野主馬：手塚勝巳[5]
- 塙団右衛門：藤木悠[5]
- 木村長門守：夏木陽介[5]
- 筒井是界坊：田崎潤[5]
- 伊丹屋道幾：香川良介[5]
- 阿伊：香川京子[5]
- 小笛：久我美子[5]
- 小野のお通：東郷晴子[5]
- 八重の局：中北千枝子[5]
- 信夫：黒岩小枝子[5]
- 氏家兵庫：中丸忠雄[5]
- 雲居：向井淳一郎[5]
- 石川貞政：丹波哲郎[5]
- 遠水甲斐：堺左千夫
- 南条中書：池田生二[5]
- 堀田図書：土屋詩朗[5]
- 榊原康勝：藤田進[6]
- 森本儀太夫：小杉義男[5]
- 道具屋主人・善兵衛：上田吉二郎[5]
- 米屋の主人：谷晃[5]
- 伊丹屋の番頭：大友伸[5]
- 通訳：天本英世[5]

※ノンクレジット
- 茂平の手下：桜井巨郎, 山本 廉, 坪野鎌之
- 豊臣の兵隊：岩本弘司, 岡 豊, 勝部 義夫
- 徳川の兵隊：中島春雄, 細川隆一, 関田裕, 佐藤功一
- 宮廷侍：榊田 敬二, 生方 壮児, 緒方 燐作, 石田茂樹, 熊谷卓三, 宇野晃司, 大村千吉, 津田光男
- 祭司戦士：越後 憲, 伊藤 実
- 徳川使者：坂本 晴哉, 鈴木 治夫, 三井一也
- 村人：岡部 正, 草間 璋夫,  夏木 順平, 篠原 正記
- 女性の村人：中野トシ子, 小沢経子
- ポルトガルの商人 ：ハンス・ホルネフ, ユセフ・オスマン, ビル・バッスム, ベリー・ハリウラ
- 百姓：黒木順, 渋谷英男, 千葉一郎
- 商人： 西条悦朗, 山田彰, 三浦敏男, 伊原徳, 安芸津広
- 米を買う男 ： 沢村 いき雄
- 善兵衛の弟子：堤 康久
- 殺陣：久世竜

## スタッフ
- 製作：田中友幸[5]
- 原作：村上元三[5]
- 脚本：稲垣浩[5]、馬淵薫
- 撮影：山田一夫[5]
- 美術：植田寛[5]
- 録音：西川善男[5]、宮崎正信[5]
- 照明：小島正七[5]
- 音楽：伊福部昭[5]
- 特技監督：円谷英二[5]
- 監督：稲垣浩[5]

## 製作
東宝のお正月映画であり、御殿場での合戦場面ではエキストラを募ったが、当時は安保闘争の基地反対デモのため、どうしても集まらなかった。稲垣浩監督は仕方なく、男女の老人や若い女性を集め、鎧兜の衣装を着せて戦場の場面を撮影した。稲垣は戦時中、出征で男子が集まらず、同様に合戦シーンに女子を使ったころを思い出したという。
鶴田浩二が撮影直前に東宝を退社（満2年契約終了）して東映に移籍したため、鶴田の役が（衣裳の手直しを必要としない）同じ背格好の平田に渡ったとも言われているが、平田は同時上映の『暗黒街の弾痕』にも三橋達也の上司役で出演しており、こちらはわずかな出番でほとんどカメオ出演である。
千姫役の星由里子によれば、淀君役の山田五十鈴は当時舞台に出演していたため山田との撮影は23時ごろから行われたが、山田は怒る演技をこなした後、翌日の舞台に備えてそのまま帰っていたという。

## 特撮
本編の舞台となる大坂城は、現在の大阪城を使用せず、桜井成廣の当時最新の考証により復元された巨大なミニチュアを使用している。ポスターでは桜井が作成した復元模型を使用している。
現在の、大坂夏の陣屏風から復元された大阪城天守と異なり、本作品は冬の陣屏風下絵を参考にしており、印象が大幅に異なる（最上階の華頭窓など）。また、本丸南面には唐使節を饗応するために建造された懸造りの大書院が2階建てで再現されているが、史実では慶長大地震で崩壊しており、2階建て説は否定されている。広間のセットは、合成によって天井が再現された。炎上シーンのミニチュア撮影は、農場オープンと呼ばれる東宝撮影所近くのオープンセット用の敷地で撮影された。
本作品のフィルムやミニチュアは、大坂夏の陣を舞台とする『士魂魔道 大龍巻』をはじめ、『妖星ゴラス』や『佐々木小次郎』などでも流用された。
冒頭の方広寺大仏開眼法要は、ミニチュアの大仏の移動撮影とロケーションによる大法要の移動撮影を人手による計算で撮影・合成させているが、史実の方広寺大仏は露座ではなく大仏殿に鎮座していた。
そのほか、合戦シーンでは合成やミニチュアによる爆破が多用された。

## 音楽
本作品の音楽は伊福部昭が担当した。タイトル曲は「最後の脱走」同様「陸軍分列行進曲」をアレンジしており、後に『ゴジラvsキングギドラ』で再アレンジされて使われている。また、アクションシーンに流れる音楽（M12、M18、M25、M31）のメロディーは、伊福部の「シンフォニア・タプカーラ 第1楽章 レント・モルト〜アレグロ」の後半部分をアレンジして使っている。
東宝ミュージックから、オリジナル・サウンドトラックが発売されている。

## 映像ソフト
- DVD 2015年7月15日に、「東宝DVD名作セレクション」として発売された。

## 同時上映
- 暗黒街の弾痕
  - 脚本：関沢新一 / 監督：岡本喜八 / 主演：加山雄三